# ديفيد ووكر (سياسي كندي)
ديفيد ووكر هو سياسي كندي، ولد في 1 أغسطس 1947. حزبياً، نشط في الحزب الليبرالي الكندي. وقد انتخب عضو مجلس العموم الكندي.